# Forever
Forever és una sèrie de televisió estatunidenca de drama adolescent, adaptada del llibre homònim de Judy Blume. Es va estrenar a Netflix el 8 de maig de 2025, amb subtítols en català.
El repartiment està encapçalat per Lovie Simone i Michael Cooper Jr., i també inclou Karen Pittman, Wood Harris, Xosha Roquemore, Marvin Lawrence Winans III, Barry Shabaka Henley, Ali Gallo, Niles Fitch, Paigion Walker i E'myri Crutchfield.